# Sumatra PDF
Sumatra PDF，又叫Sumatra，是一款专为Microsoft Windows开发的开放源代码PDF阅读器。该程序也可以打开开放XML纸张规范、DjVu、EPUB、XPS、CHM、CB7、CBR、CBT、CBZ、MOBI和PRC文件。由两位贡献者最先编写：Krzysztof Kowalczyk和Simon Bünzli。

## 特性
Sumatra具有简约的设计，具有对其广泛特性的付出的简单实现。对于PDF的渲染使用MuPDF库。
Sumatra被设计用于便携式用途，由没有外部组件的单个文件构成，使之可以在外部的USB驱动上运行。该软件被视为便携软件。
作为多数便携软件的特性，Sumatra占有很小的硬盘空间。2009年，Sumatra 1.0有1.21 MB安装文件，相比较于Adobe Reader 9.5的32 MB。安装后的大小为8.2 MB，而Adobe Reader XI要求320 MB的可用硬盘空间。目前，Sumatra有7 MB安装文件（64位）而Adobe Reader DC的安装文件达65.4 MB。
重新打开文档时，文档打开时最后一刻的旋转、缩放、窗口大小等会被记录，使之比起别的PDF阅读器更像电子阅读器。
Sumatra不锁定PDF文件。用户可以覆盖保存PDF并按R键重新载入PDF文档而不需要将其关闭。例如一个PDFTeX用户可以找到这个有用的功能，在重编译已更改的TeX源代码后，直须按R并查看改动后的文档。该功能在启用中文输入法的情况下会无法使用。
PDF的使用限制在Sumatra 0.6中得到实现，一种阻止用户从文档作者限制的文档中复制或者打印的数字版权管理形式。Kowalczyk声称“I decided that [Sumatra] will honor PDF creator's wishes（我决定（Sumatra）将尊重PDF创建者的愿望）”。其他开源阅读器如Okular及Evince做出了实现限制功能但默认不启用的选择，而且Debian发布软件补丁以去除这些限制，以遵循互用性及再利用的开源准则。
直到Sumatra 1.1，打印通过把任意PDF页面转变为位图的方式实现。这造成了大型的缓冲文件及打印速度可能变慢。
从Sumatra 0.9.1开始，PDF文档嵌入的超链接也被支持。
Sumatra是多语言的，有69种社区贡献的翻译。
Sumatra支持SyncTeX，一种同步TeX源码并由pdfTeX或XeTeX生成PDF的两用性的方法。
从0.9.4版本起，Sumatra支持JPEG 2000格式。

## 开发
SumatraPDF以C++编程语言编写（一些部件以C语言编写）而且源代码提供对Microsoft Visual Studio的支持。
在为Windows XP设计的时候，Sumatra有一些对Windows早期版本的兼容性问题。对Windows 95、98及Me的支持在其完全消失的时候实现。
Kowalczyk起初没有发布Sumatra的64位版本，指出这可能要求明显更快的速度及更多可用的内存，当时他相信这会加大用户的顾虑而且不大于潜在的成本效应。然而，一些用户要求提供64位的Sumatra，而且一些开发者完成了非官方的64位的Sumatra版本，比32位版本加载文件速度更快。但官方版本的开发者要求非官方版本不能用Sumatra的名字。2015年10月推出官方的64位版本。
源代码可以通过其Subversion开发库或者作为tarball下载。
Sumatra源代码原寄存于Google Code，并且因为美国出口法规规定而不适用于“列入美国海外资产监管局制裁名单的国家，包括古巴、伊朗、朝鲜、苏丹和叙利亚。”现已移至GitHub。

## 历史
Sumatra PDF的第一版0.1基于Xpdf 0.2，并于2006年6月1日发布。从0.2版转入Poppler。0.4版本改用MuPDF，因其速度的提升及对Windows的更好的支持，自从Poppler决定集中于Unix平台集成。Poppler仍然暂时作为替代渲染引擎，而且从0.6到0.8版本在MuPDF载入失败的时候自动转用渲染页面。Poppler在0.9版被移除，这一版于2008年8月10日发布。
1.0版本在3年持续开发之后于2009年11月17日发布，2012年4月2日发布2.0版，距1.0版的发布有2年。
第一个非官方的翻译在2007由Lars Wohlfahrt发布，在Sumatra PDF获得官方的多语言支持之前。
2015年10月，3.1版在原始的32位元版本之外新增64位元版。

## 名称及插图

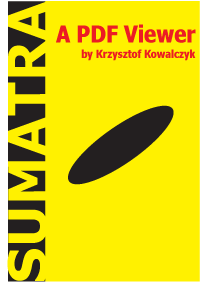
早期标志

作者指出选择名称“Sumatra”不是出于对苏门答腊岛或者咖啡的敬意，称其命名背后没有特定的理由。
Sumatra的图形设计是对艾伦·摩尔和大卫·吉布斯的漫画《守護者》致敬。

## 批评性的接受
Sumatra以其快速与简易、快捷键以及开放源代码的开发受到好评。
欧洲自由软件基金会有一段时间推荐Sumatra PDF，但在2014年2月删除了他们的推荐，因为Sumatra里面出现了非自由许可的unrar代码。欧洲自由软件基金会代表Heiki Ojasild解释道：“while they continue to make use of the non-free library, SumatraPDF cannot be recognised as Free Software（在他们还在使用非自由库的代码的时候，SumatraPDF不能认为是自由软件）”。Unrar最终在3.0版本以自由替代品替代，使之成为了100%自由软件。